# Pedro Carlos Cipolini
Don Pedro Carlos Cipolini (Caconde, 4 de mayo de 1952) es un obispo católico brasileño . Es hermano de Don Luiz Antônio Cipolini, obispo de Marília . Don Pedro es el actual obispo de la diócesis de Santo André, en São Paulo, Brasil. 

## Biografía
Doctor en teología por la Pontificia Universidad Gregoriana, en Roma, fue profesor en la Pontificia Universidad Católica de Campinas y párroco de la Parroquia Nuestra Senõra del Carmen, en Campinas, Brasil, cuando recibió el nombramiento para ser segundo obispo diocesano en Amparo. . 
El 12 de octubre de 2010, recibió su ordenación episcopal en la Catedral Metropolitana de Campinas, teniendo con sagrante principal Don Bruno Gamberini, Arzobispo Metropolitano de Campinas, y como co-consagradores: Don Francisco José Zugliani, obispo emérito de Amparo y Don Benedito Beni dos Santos, obispo de Lorena .  Su toma de posesión fue realizada el 24 de octubre en la Catedral Nuestra Senõra del Amparo.
En la 53ª Asamblea de la Conferencia Nacional de los Obispios Brasileños (CNBB), en 2015, fue elegido presidente de la Comisión Pastoral Episcopal para la Doctrina de la Fe para un mandato hasta 2019. 
El 27 de mayo de 2015 fue trasladado a la Catedral de Santo André como obispo de esa diócesis.